# ماثيو كينلي
ماثيو كينلي (بالإنجليزية: Matthew F. Kennelly)‏ هو قاضي ومحامي أمريكي، ولد في 6 أكتوبر 1956 في ماريون في الولايات المتحدة.